# استعادة السهول الفيضية

## استعادة السهول الفيضية
استعادة السهول الفيضية (بالإنجليزي : Floodplain restoration)
هي عملية استعادة كلية أو جزيئية لفيضانات الأنهار بواسطة السدود الناتج عن بناء أو هدم النهر, وتجفيف الأراضي الرطبة والأهوار.
أهداف استعادة السهول الفيضية :
الحد من الفياضانات ووتوفير بيئة مائية مناسبة وتحسين جودة المياة وزيادة مخزون المياه الجوفية.

## الوصف
أوروبا
بالرغم ممن الاهتمام المتزايد والبحوث لإستعادة السهول الفيضية إلا أنه هناك عدد قليل من المخططات المنفذة في أوروبا
من ضمنهم تقرير (دليل الاتحاد الأوروبي حول إطار العمل في مجال المياه), وتم تنفيذ مخططات استعادة السهول الفيضية في منتصف 1990 في Rheinvorland-Süd, وفي نهر الغارون في Bourret ة ة مشاريع أخرى في لندن.
كما تم تنفيذ بعض المخططات في عام 2007 منها مشروع نهر الألب الذي يبعد عن منطقة لينزن 420 هكتار لمنع تكرار حدوث الفياضانات كالتي حدثت في عام 2002كما وقدمت مشاريع أخرى بعده ولكن لم ينفذ منها إلا مشروعين تحت إشراف مجموعة حماية البيئة BUNDعام 2009 [2], إضافة إلى مشرع انخفاض نهر السين وكذلك مشروع Parrettفي لندن [1].
الولايات المتحدة
في الولايات المتحدة على سبيل المثال مناطق لإستعادة السهول الفيضية كمناطق تجمع المياه في خليج تشيزبيك في ميرلاند[3]، ومنطقة Emiquon في نهر الينوي [4], شارلوت شمال كارولينا [5], وعلى امتداد نهر بارابو في ويسكونسن[6].